# Lasiocaryum
- Commons
- Wikispecies

Lasiocaryum é um gênero de plantas pertencente à família Boraginaceae.

## Espécies
São reconhecidas quatro espécies:
- Lasiocaryum densiflorum (Duthie) I.M. Johnst.
- Lasiocaryum ludlowii R.R. Mill
- Lasiocaryum munroi (C.B. Clarke) I.M. Johnst.
- Lasiocaryum trichocarpum (Hand.-Mazz.) I.M. Johnst.